# 福地村 (岐阜県)
福地村（ふくちむら）は、かつて岐阜県加茂郡に存在した村である。
現在の加茂郡八百津町東北部に該当する。旅足川（木曽川支流）上流部に位置する。

## 歴史
- 江戸時代末期、この地域は美濃国加茂郡であり、苗木藩領であった。
- 1889年（明治22年）7月1日 - 町村制により福地村が成立。
- 1956年（昭和31年）9月30日 - 八百津町に編入される。

## 学校
- 福地村立福地小学校（後の八百津町立福地小学校。2010年に八百津町立久田見小学校に統合）
- 福地村立福地中学校（1991年に久田見中学校と統合。現・八百津町立八百津東部中学校）